# ناحیه فورسایت، میشیگان
ناحیه فورسایت (به انگلیسی: Forsyth Township) یک منطقهٔ مسکونی در ایالات متحده آمریکا است که در شهرستان مارکت، میشیگان واقع شده‌است.
 ناحیه فورسایت  ۶٬۱۶۷ نفر جمعیت دارد و ۳۵۴ متر بالاتر از سطح دریا واقع شده‌است.